# クレイドル山国立公園
クレイドル山国立公園 （クレイドルさんこくりつこうえん、Cradle Mountain National Park）はオーストラリア・タスマニア州の北西地域にある広大な国立公園で、公式名称はクレイドル山＝セント・クレア湖国立公園（Cradle Mountain-Lake St Clair National Park）である。この地域は広大なため、便宜上、クレイドル山国立公園とセント・クレア湖国立公園に分けて説明する。1982年、この一帯は、ユネスコの世界遺産（複合遺産）にタスマニア原生地域として登録された。

## 概要
オーストラリアのタスマニア島北部のロンセストンから北西へ車で約2時間のところに位置する国立公園。1982年、ユネスコの世界遺産（複合遺産）に登録されたタスマニア原生地域の中核を占める。クレイドル山（1545m）（Cradle Mountain）（Cradle Mountain - Peakbagger.com）をはじめ、タスマニア最高峰のオッサ山（1614m）（Mount Ossa - Peakbagger.com）を中心に1500m以上の山々が並ぶ。
神秘的な自然美にあふれる山と湖、深い樹林、静かにたたずむ湖・小川、人に慣れていない野生動物・鳥、手つかずの樹木、横たわり朽ち果てる倒木の数々。クレイドル山国立公園は大自然の宝庫である。
タスマニアの冷温帯雨林（Cool Temperate Rainforest）がある。夏にワイルドフラワーの花が咲き、秋に森林の紅葉が広がる。文明に汚されていない大自然を求めるなら、ここが、タスマニア観光の頂点であり、オーストラリア全体でもトップクラス、いや、世界のトップクラスだろう。宿泊施設、道路、トレイルはそれなりに備わっている。

## 観光拠点の町

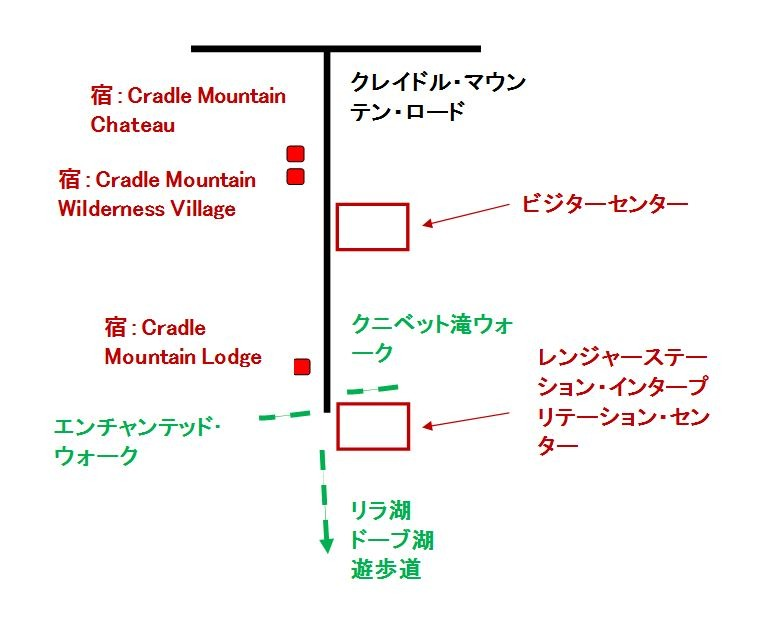
クレイドルバレイ地図

クレイドル山国立公園の中心となる町はクレイドルバレイ（Cradle Valley）である。町の経済のほぼ全部が観光に依存している。
観光拠点として、公的施設のビジターセンター、公的施設のレンジャーステーション・インタープリテーション・センター(Ranger Station and Interpretation Centre)、有料のクレイドル・シャトルバス（Cradle Shuttle Bus）がある。観光ヘリコプター（Flights From Cradle Mountain）や観光乗馬（Cradle Mountain Horse Riding）もある。
約20軒の宿泊施設があり、レストラン、カフェ、土産物店がある。宿泊施設は高級のクレイドルマウンテン・シャトー（Cradle Mountain Chateau）、クレイドルマウンテン・ロッジ（Cradle Mountain Lodge）、クレイドルマウンテン・ウィルダーネス・ビレッジ（Cradle Mountain Wilderness Village）から経済的なバックパッカーまで各種ある。
小さなスーパーマーケットは1店舗ある。宿泊施設（キャラバンパーク）のディスカバリー（Discovery Holiday Parks Cradle Mountain）の付帯施設で、野菜、食品、嗜好品など一通り揃っているが、品数は少なく、肉は全部冷凍してある。アルコールは、ディスカバリーに宿泊する人しか買えない。必要なアルコール、食品、雑貨品は、近隣の町で購入してからきた方が良い。
ガソリンスタンドは1軒あるが、近隣の町で給油してからきた方が良い。
近隣の町
- シェフィールド（Sheffield、人口1,397人）、車で約1時間。
- ローズベリー（Rosebery、人口1,032人）、車で約1時間。

## 交通
鉄道はない。飛行場はない。最も近い飛行場は、53㎞離れたクイーンズタウン飛行場（Queenstownt Airport）である。
車なら、北東から入るルートと南西から入るルートがある。どちらも舗装道路である。
北東から入るルートは、デボンポート（Devonport）からシェフィールド（Sheffield）を経由して1時間半である。または、ロンセストン（Launceston）からシェフィールド（Sheffield）を経由して2時間半である。
南西から入るルートは、クイーンズタウン（Queenstown）やストラーン（Strahan）からローズベリー(Rosebery）を経由して2時間である。
バスは、マクダーモット社のコーチやタジーリンク社のコーチがある。
マクダーモット社のコーチ（McDermott's Coaches）を例に挙げると、日月水金に、ロンセストン（Launceston）を8:30出発、クレイドル山国立公園に11:20に到着する。復路は、クレイドル山国立公園を14:30出発で、ロンセストンに17:30到着する。片道大人料金は55豪ドル。要予約（2013年4月12日閲覧）。
タジーリンク社（Tassielink Coaches）は、ロンセストン（Launceston）からデボンポート（Devonport）経由のルートと、ストラーン（Strahan）からクイーンズタウン（Queenstown）経由のルートを運行している。

## 観光

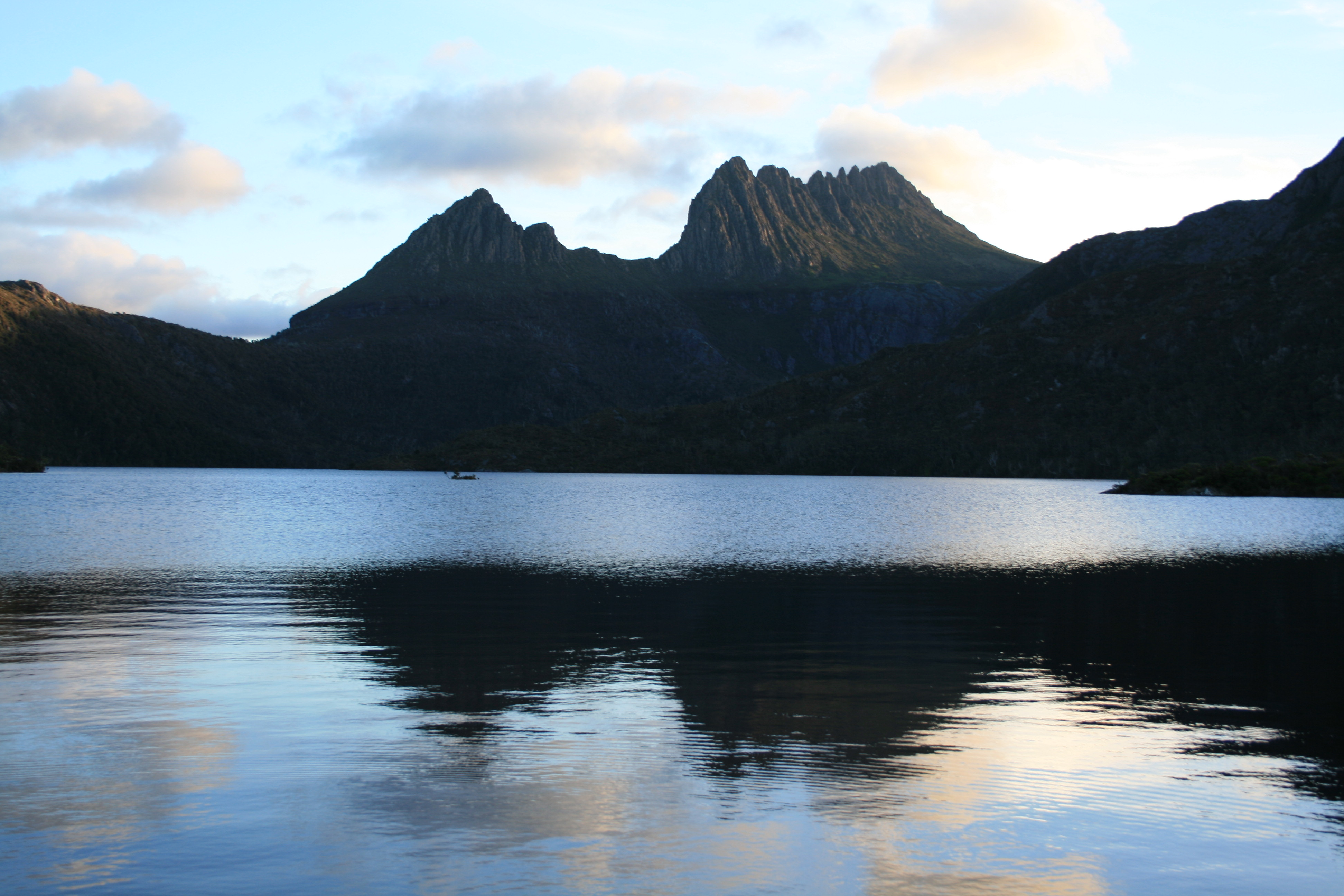
ドーブ湖とクレイドル山

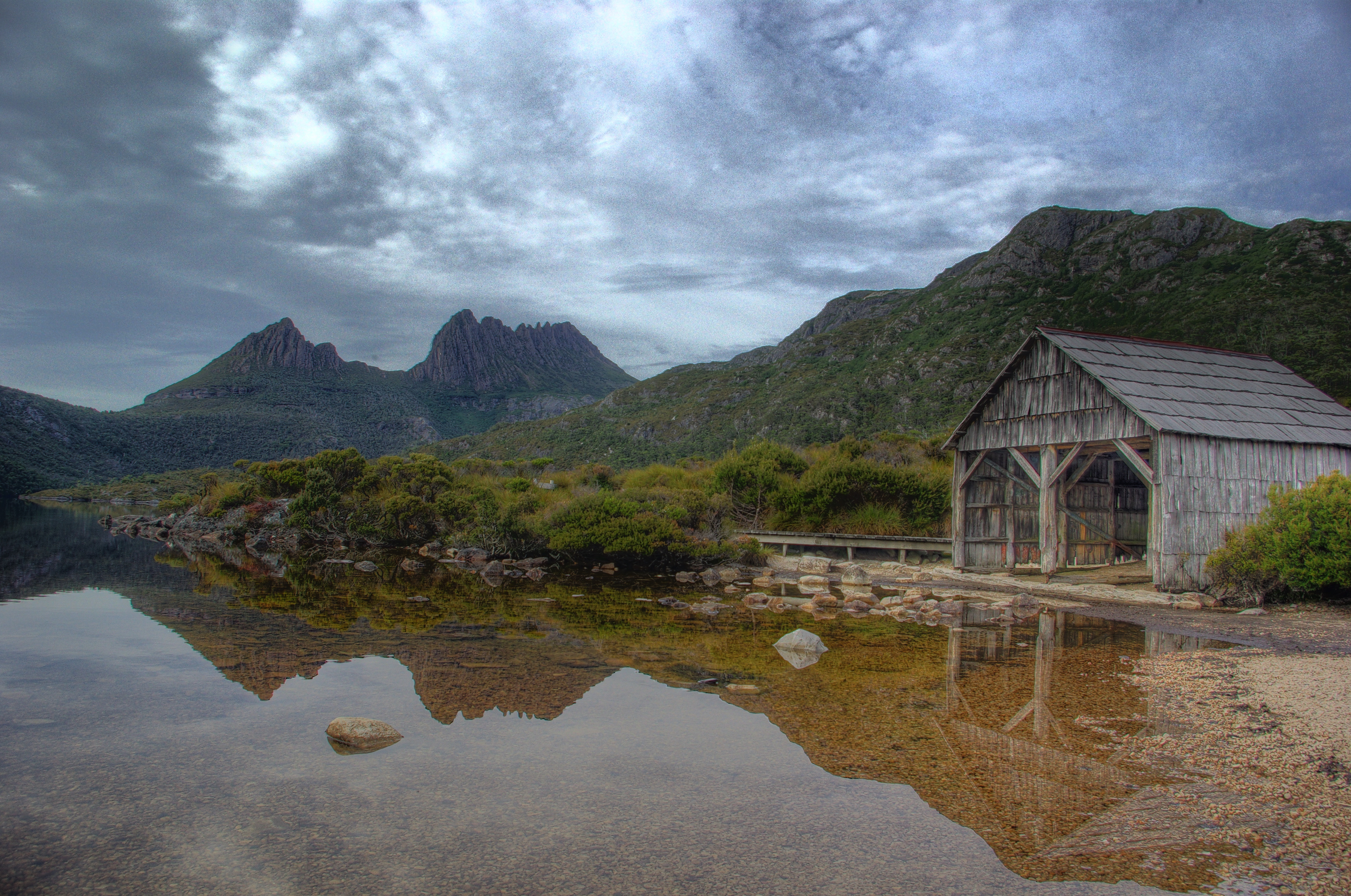
ドーブ湖とクレイドル山

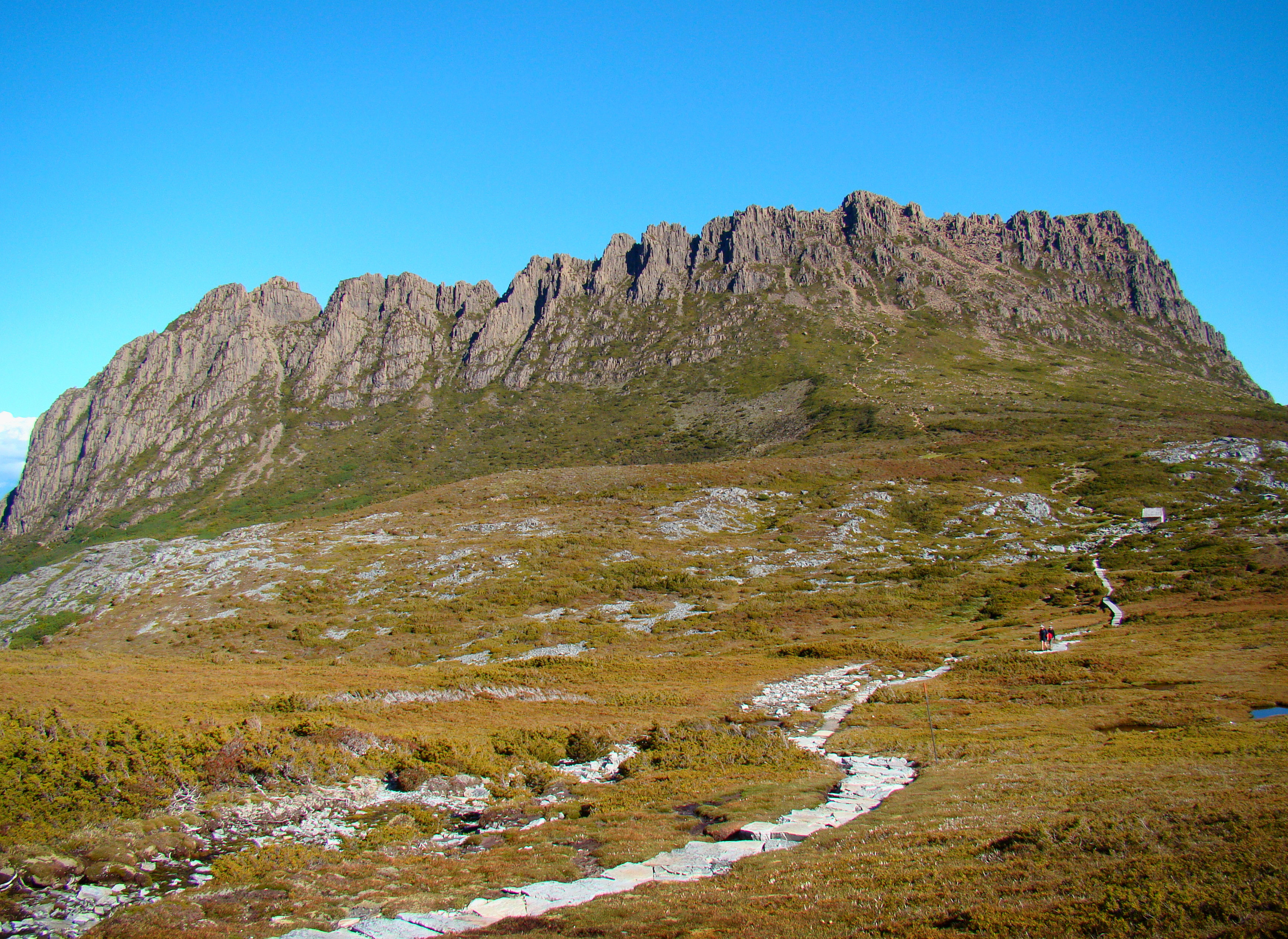
クレイドル山を後にしたオーバーランドトラック

ビジターセンターで情報収集する。国立公園パスもここで買う。クレイドル・シャトルバス（Cradle Shuttle Bus）、観光ヘリコプター(Flights From Cradle Mountain)もここから出発している。
国立公園パスの料金は複雑なので数例をあげるが、詳しくは英語の案内を見てください（National Parks Passes)。
国立公園パスで、クレイドル・シャトルバス（Cradle Shuttle Bus）を利用できる。
- 24時間パスは、大人16ドル50セント。クレイドル山国立公園のみ通用。
- 1人8週間まで、30ドル。タスマニアのすべて国立公園に入園できる。
- 車1台（8人まで）8週間まで、60ドル。タスマニアのすべての国立公園に入園できる。

## 遊歩道

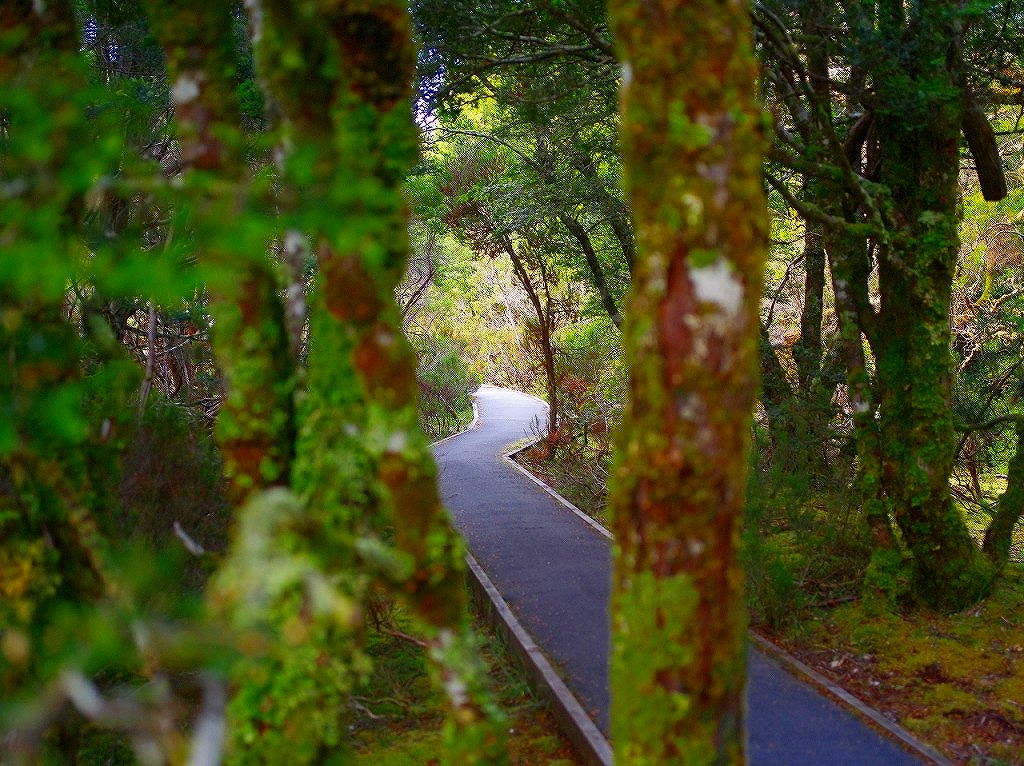
クレイドル山国立公園 エンチャンテッド･ウォーク 冷温帯雨林の木道

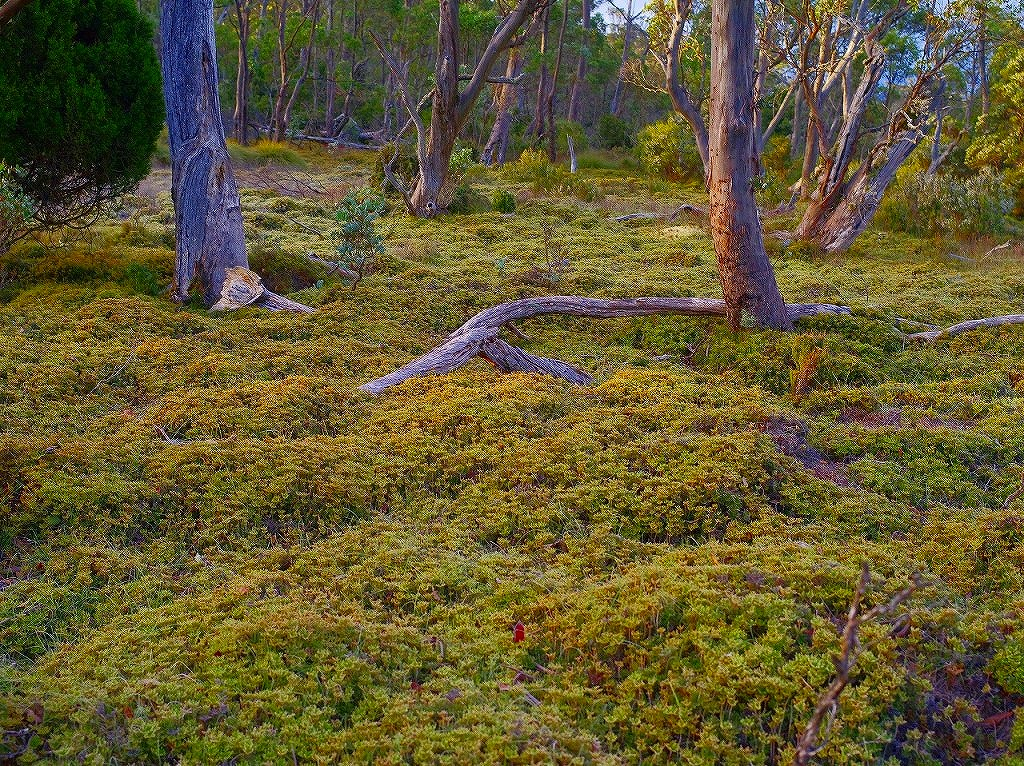
クレイドル山国立公園 エンチャンテッド･ウォーク [http://www.tas21.com/tasmanian_wilderness/alpineplants_coolclimate.htm 冷温帯雨林

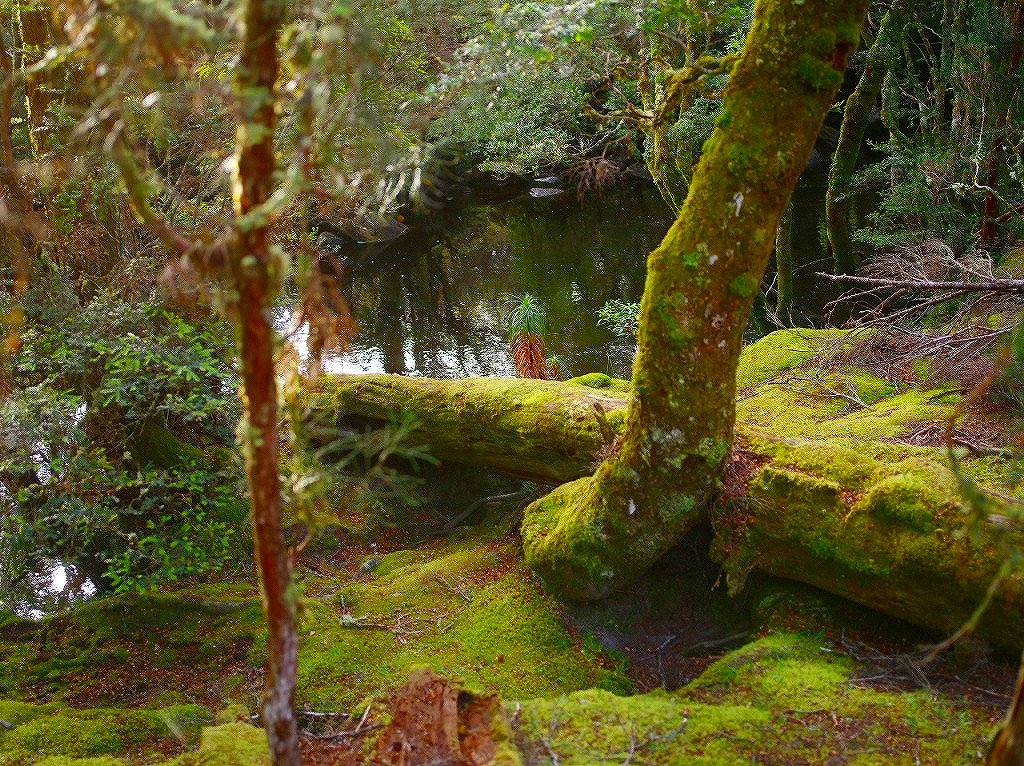
クレイドル山国立公園 エンチャンテッド･ウォーク 冷温帯雨林の小川と倒木

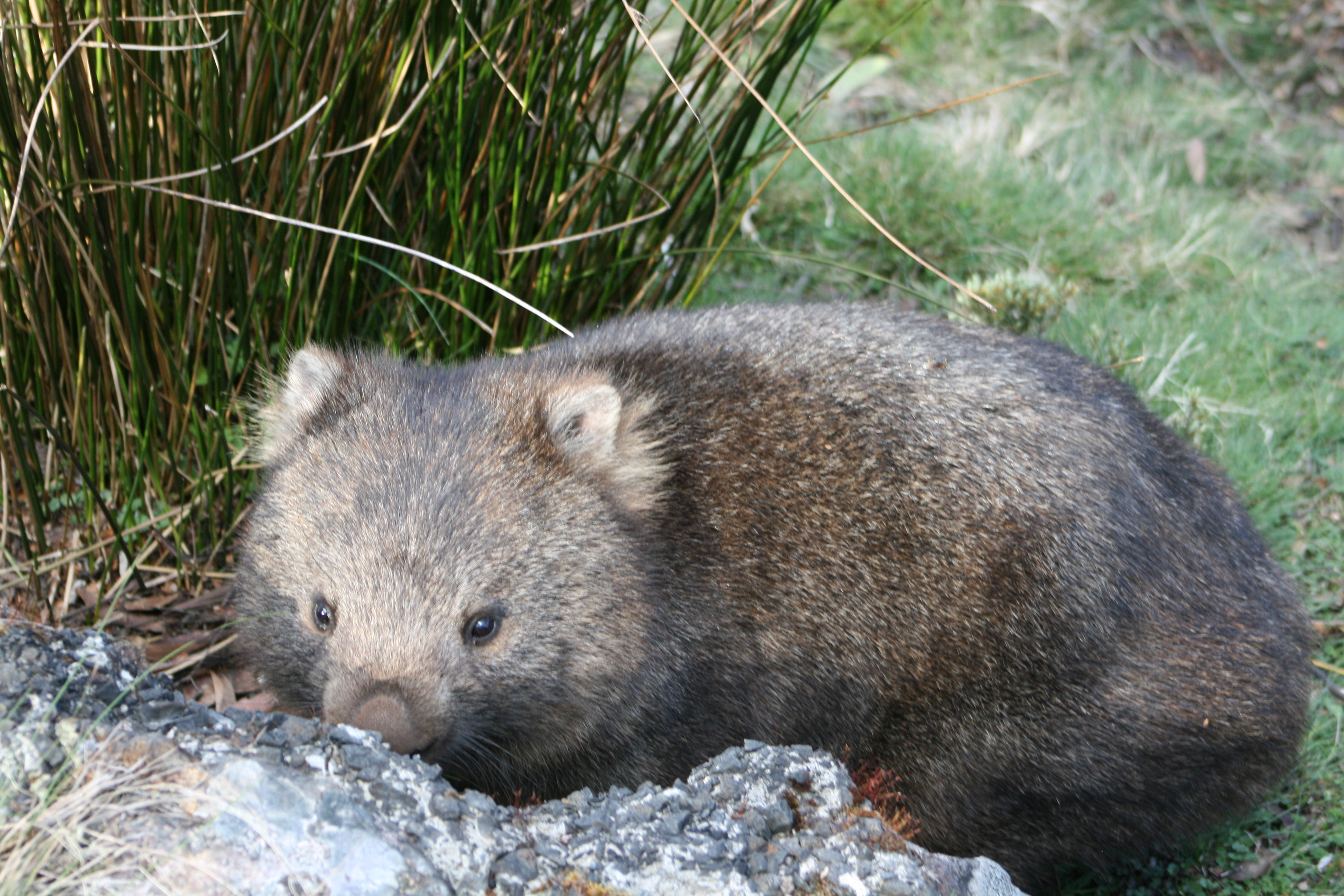
クレイドルバレイで見る野生のウォンバット

クレイドル山国立公園の醍醐味は大自然の景観である。それを味わうには、少しでもよいから、遊歩道（トレイル、トラック）を歩くことだ。
平坦な木道を5分～20分ほど歩く簡単なコースから、自分で食糧を持って約6日間も歩く難関で有名なオーバーランドトラック（Overland Track）まで、さまざまなルートがある。
2時間以上の遊歩道を歩く時は、遊歩道の入り口で登録ノートに記帳する。「歩く時は必ず記帳してください」と英語で書いてあり、ノートとペンが置いてある。「名前、国、人数、行先、入った日時」を記入し、帰ってきた時に、「帰ってきた日時」を記入する。
タスマニア政府の公園・野生生物局は遊歩道の難易度を5段階評価している（60 Great Short Walks）。概要は以下のようだ。
1. レベル1：ブッシュウォーキングの経験不要。道は表面が平で硬い。階段なし。坂なし。補助者がいれば車椅子で行ける。
2. レベル2：ブッシュウォーキングの経験不要。道は表面が平で硬い。坂はある。階段はときどきある。
3. レベル3：ほぼ全年齢の健康者向き。ブッシュウオーキングの経験はあればあった方が良い。道の表面がデコボコ、短い急坂、多数の階段のどれかがある。
4. レベル4：ブッシュウォーキングの経験は必須。歩行距離は長く、道の表面はデコボコ、傾斜はきつい。案内標識は少ししかない。
5. レベル5：緊急処置や地形読み取りスキルをもつブッシュウォーキング経験者向き。歩行距離は長い。道の表面はひどくデコボコ、傾斜はとてもきつい。案内標識はない。

### エンチャンテッド･ウォーク
エンチャンテッド･ウォーク（Enchanted Walk）は、タスマニア政府の公園・野生生物局の「偉大なショートウォーク60」（60 Great Short Walks)に選ばれたコースの1つである。
クレイドルマウンテン・ロッジ（Cradle Mountain Lodge）の裏にあり、レンジャーステーション・インタープリテーション・センター(Ranger Station and Interpretation Centre)から、平坦な木道を往復所要時間20分ほどで歩く簡単なコースである。難易度レベル2。

### クニベット滝ウォーク
クニベット滝ウォーク（Knyvett Falls Walk）は、平坦な木道を往復1㎞、所要時間45分で歩く簡単なコースである。非公式な評価では難易度レベル2。
出発点は、クレイドルマウンテン・ロッジ（Cradle Mountain Lodge）の前の道路を横切った地点、レンジャーステーション・インタープリテーション・センター(Ranger Station and Interpretation Centre)から徒歩1分の地点である。

### ドーブ湖一周
ドーブ湖一周（Dove Lake Circuit）は、タスマニア政府の公園・野生生物局の「偉大なショートウォーク60」（60 Great Short Walks)に選ばれたコースの1つである。
クレイドル山を仰ぎながら、ドーブ湖を一周する木道を歩くコース。6㎞。所要2時間。難易度レベル2。
但し、出発点のドーブ湖までレンジャーステーション・インタープリテーション・センター(Ranger Station and Interpretation Centre)から7.7㎞ある。一般車はレンジャーステーション・インタープリテーション・センターから先は行けない（台数制限があるのかもしれない）。許可を受けたツアーバスは行ける。通常は、ビジターセンター発着のクレイドル・シャトルバス（Cradle Shuttle Bus）で行く。ビジターセンターに駐車し、そこから乗るのがおススメだ。

## 気候
クレイドル山国立公園は、山の気候で変化が激しい。夏でも寒く、冬は寒い。雨も多い。
| クレイドルバレイ（Cradle Valley）の気候 | クレイドルバレイ（Cradle Valley）の気候 | クレイドルバレイ（Cradle Valley）の気候 | クレイドルバレイ（Cradle Valley）の気候 | クレイドルバレイ（Cradle Valley）の気候 | クレイドルバレイ（Cradle Valley）の気候 | クレイドルバレイ（Cradle Valley）の気候 | クレイドルバレイ（Cradle Valley）の気候 | クレイドルバレイ（Cradle Valley）の気候 | クレイドルバレイ（Cradle Valley）の気候 | クレイドルバレイ（Cradle Valley）の気候 | クレイドルバレイ（Cradle Valley）の気候 | クレイドルバレイ（Cradle Valley）の気候 | クレイドルバレイ（Cradle Valley）の気候 |
| 月                                      | 1月                                     | 2月                                     | 3月                                     | 4月                                     | 5月                                     | 6月                                     | 7月                                     | 8月                                     | 9月                                     | 10月                                    | 11月                                    | 12月                                    | 年                                      |
| --------------------------------------- | --------------------------------------- | --------------------------------------- | --------------------------------------- | --------------------------------------- | --------------------------------------- | --------------------------------------- | --------------------------------------- | --------------------------------------- | --------------------------------------- | --------------------------------------- | --------------------------------------- | --------------------------------------- | --------------------------------------- |
| 平均最高気温 °C （°F）                  | 16.6 (61.9)                             | 17.0 (62.6)                             | 14.4 (57.9)                             | 10.8 (51.4)                             | 7.9 (46.2)                              | 5.1 (41.2)                              | 4.6 (40.3)                              | 4.9 (40.8)                              | 7.5 (45.5)                              | 10.5 (50.9)                             | 12.8 (55)                               | 15.2 (59.4)                             | 10.6 (51.1)                             |
| 平均最低気温 °C （°F）                  | 5.2 (41.4)                              | 5.9 (42.6)                              | 4.7 (40.5)                              | 3.1 (37.6)                              | 1.5 (34.7)                              | −0.2 (31.6)                             | −0.2 (31.6)                             | −0.5 (31.1)                             | 0.3 (32.5)                              | 1.5 (34.7)                              | 2.5 (36.5)                              | 4.1 (39.4)                              | 2.3 (36.1)                              |
| 雨量 mm （inch）                        | 148.8 (5.858)                           | 120.5 (4.744)                           | 148.1 (5.831)                           | 204.1 (8.035)                           | 276.4 (10.882)                          | 272.3 (10.72)                           | 315.7 (12.429)                          | 301.7 (11.878)                          | 269.4 (10.606)                          | 252.4 (9.937)                           | 205.1 (8.075)                           | 183.6 (7.228)                           | 2,650.6 (104.354)                       |
| 出典：オーストラリア気象局              |                                         |                                         |                                         |                                         |                                         |                                         |                                         |                                         |                                         |                                         |                                         |                                         |                                         |

## 引用文献
1. ↑  “Climate Statistics for CRADLE VALLEY (WALDHEIM), Tasmania”. 2013年4月12日閲覧。

## 参考図書
- Chapman, John, Monica Chapman and John Siseman (2006) Cradle Mountain, Lake St Clair and Walls of Jerusalem National Parks 5th ed. Laburnum, Vic. : J. Chapman. ISBN 1-920995-01-3